# 王以纁
王以纁（1536年—？），字伯聘，號碧坡，順天府霸州文安縣人，民籍，明朝政治人物。

## 生平
順天府鄉試第三十六名舉人。嘉靖四十一年（1562年）中式壬戌科會試第二百九十名，三甲第七十四名進士。授行人司行人。升户部主事，榷浒墅钞关，历升员外、郎中，督饷蓟鎮。贬河東盐运司同知，升四川顺庆府知府，万历元年考察，降调两浙盐运司同知，升山东登州府知府，十四年（1586年）正月改任河东盐运使，晋山西布政司右参政，致政归。

## 家族
曾祖王能，縣主簿；祖父王詔，縣主簿；父王楫，母溫氏。具庆下。孫王国璋，字莪之，任曲周教谕，升湖广攸县知县。